# Pelosinella
Pelosinella es un género de foraminífero bentónico considerado un sinónimo posterior de Pelosina de la familia Pelosinidae, de la superfamilia Saccamminoidea, del suborden Saccamminina y del orden Astrorhizida. Su especie tipo era Pelosinella bicaudata. Su rango cronoestratigráfico abarcaba el Holoceno.

## Discusión
Clasificaciones previas incluían Pelosinella en la subfamilia Astrorhizinae, de la familia Astrorhizidae, de la superfamilia Astrorhizoidea, del suborden Textulariina y del orden Textulariida. También fue incluido en el orden Stannomida de la clase Xenophyophoria.

## Clasificación
Pelosinella incluía a las siguientes especies:
- Pelosinella bicaudata
- Pelosinella didera, aceptado como Pelosina didera
- Pelosinella parca